# 1989 في جنوب إفريقيا
فيما يلي قوائم الأحداث التي وقعت خلال عام 1989 في جنوب أفريقيا.

## سياسة

### تعيين في المنصب
- 15 أغسطس – فريديريك ويليم دي كليرك رئيس الدولة في جنوب أفريقيا.

## مواليد

### يناير
- 7 يناير – جورج مالوليكا لاعب كرة قدم جنوب أفريقي.

### فبراير
- 3 فبراير – جورج ليبيس لاعب كرة قدم جنوب أفريقي.

### مارس
- 7 مارس – مايكل مورتون لاعب كرة قدم جنوب أفريقي.

### أبريل
- 4 أبريل – روزيق جاميلدين لاعب كرة قدم جنوب أفريقي.

### مايو
- 1 مايو – ماي ماهلانغو لاعب كرة قدم جنوب أفريقي.
- 26 مايو – ثامسانكا سانغويني لاعب كرة قدم جنوب أفريقي.
- 31 مايو – ساميهج دوتي لاعب كرة قدم جنوب أفريقي.

### يونيو
- 3 يونيو – ايدان جينيكر لاعب كرة قدم جنوب أفريقي.

### يوليو
- 9 يوليو – كول الكسندر لاعب كرة قدم جنوب أفريقي.
- 18 يوليو – ماندلا ماسانغو لاعب كرة قدم جنوب أفريقي.

### أغسطس
- 3 أغسطس – ثيمبا زواني لاعب كرة قدم جنوب أفريقي.
- 5 أغسطس – دارين كيت لاعب كرة قدم جنوب أفريقي.

### سبتمبر
- 8 سبتمبر – سيبوسيسو خومالو لاعب كرة قدم جنوب أفريقي.

### نوفمبر
- 18 نوفمبر – روان رولوفسي لاعب كرة مضرب جنوب أفريقي.
- 29 نوفمبر – بونغاني ندولولا لاعب كرة قدم جنوب أفريقي.

### ديسمبر
- 18 ديسمبر – ثولاني هلاتشوايو لاعب كرة قدم جنوب أفريقي.
- 29 ديسمبر – سيبوسيسو فيلاكازي لاعب كرة قدم جنوب أفريقي.

## وفيات

### أغسطس
- 17 أغسطس – لورنس ستيفنز (مواليد 1913) ملاكم جنوب أفريقي.